# Ököritófülpös
ököritófülpös is een plaats (nagyközség) en gemeente in het Hongaarse comitaat Szabolcs-Szatmár-Bereg. ököritófülpös telt 1966 inwoners (2005).